# Соуза, Руй Мануэл
Руй Мануэл Соуза Валериу (порт. Rui Manuel Sousa Valério; род. 24 декабря 1964, Вила-Нова-ди-Орен, Португалия) — португальский прелат, монфортанец. Военный ординарий Португалии с 25 ноября 2018 по 10 августа 2023. Восемнадцатый Патриарх Лиссабона с 10 августа 2023.